# Teatro Janáček

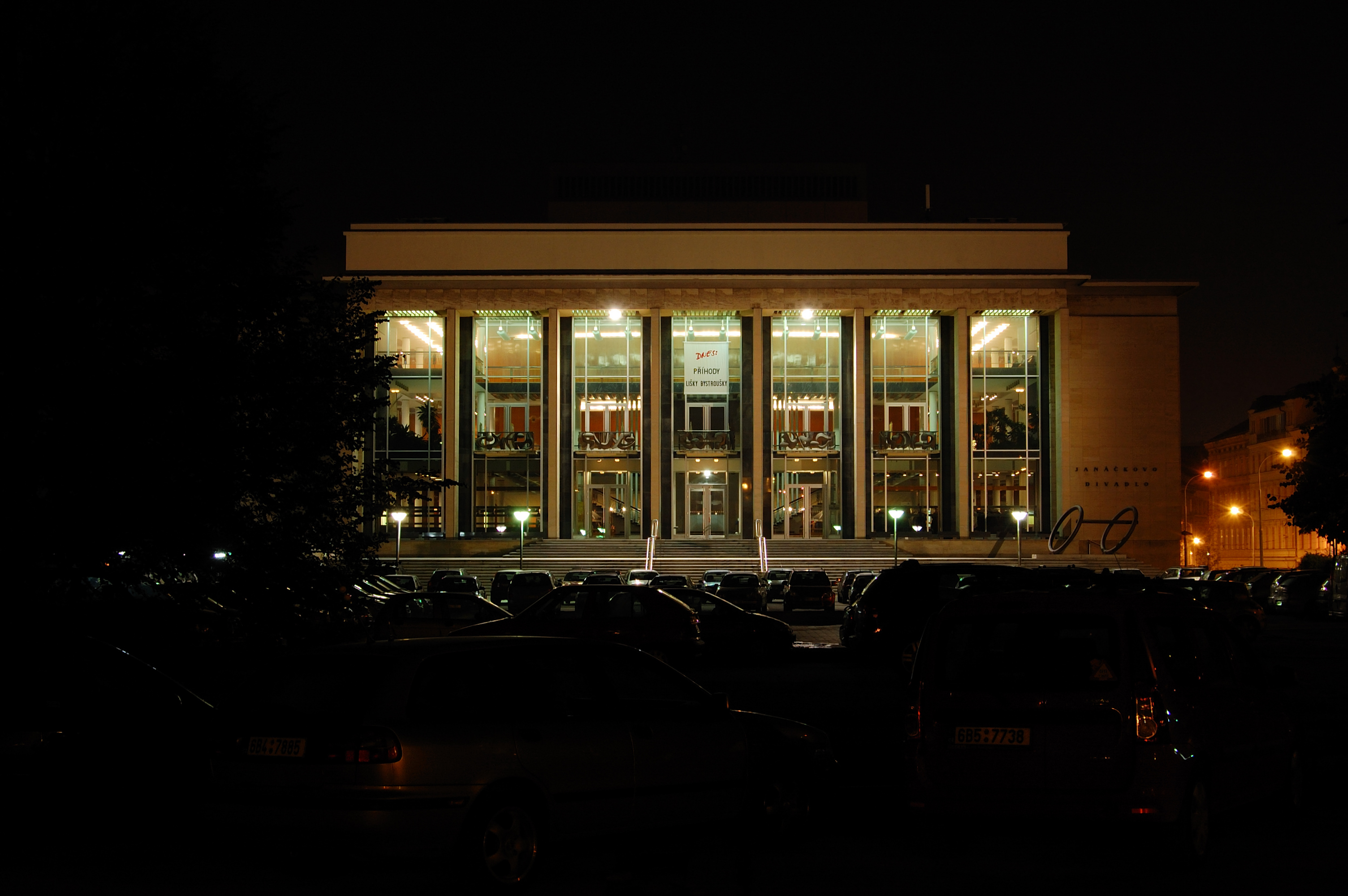
Il Teatro Janáček di notte

Il Teatro Janáček (Janáčkovo divadlo) è un teatro situato nella città di Brno, Repubblica Ceca, dedicato al compositore ceco Leos Janáček. Fa parte del Teatro Nazionale di Brno. Fu costruito dal 1960 al 1965 e inaugurato nell'ottobre 1965. Durante la sua esistenza, il teatro ha rappresentato una ventina di opere e balletti.

## Storia
La costruzione del Teatro Janáček, il più nuovo degli edifici del Teatro Nazionale di Brno, fu progettata dall'inizio del XX secolo. Dal 1910 al 1957 si tennero sette gare di architettura per trovare il miglior disegno e progetto dell'edificio. Ai concorsi hanno partecipato circa 150 architetti, tra i quali diversi importanti esponenti dell'arte e dell'architettura ceca: Bohuslav Fuchs, Josef Gočár, Vlastislav Hofman, Josef Chochol, Pavel Janák, Jan Kotěra e altri. I progetti proposti abbracciano un'ampia gamma di stili architettonici che documentano la storia e lo sviluppo dell'architettura ceca nella prima metà del XX secolo. Gli stili comprendono: storicismo, Art Nouveau, cubismo, modernismo, funzionalismo, realismo socialista e neofunzionalismo classicizzante.